# Hank Levine

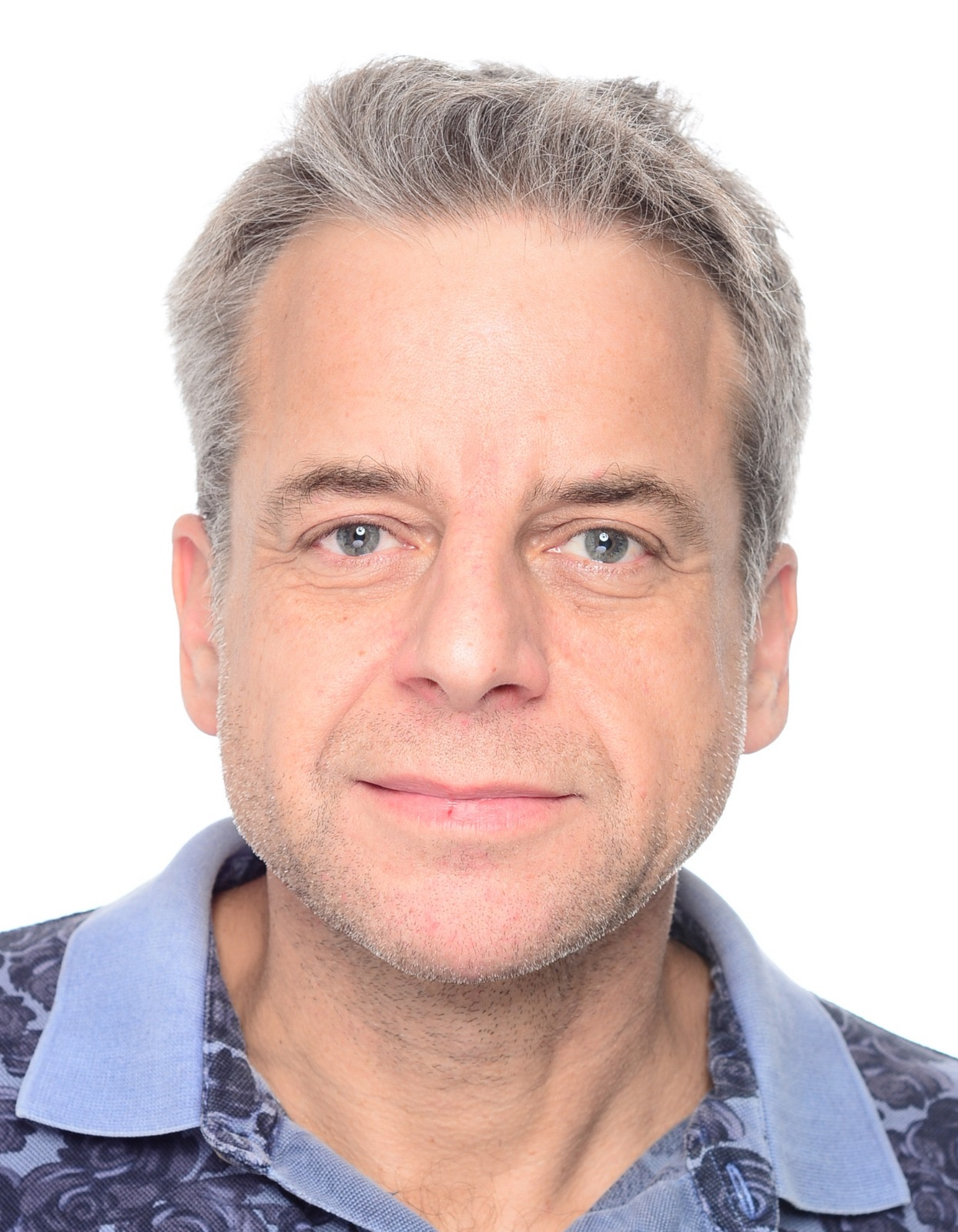
Hank Levine

Hank Levine (* 29. Juni 1965 als Hans-Werner Maria Stumpf in Bonn), bürgerlich seit 1996 Hans-Werner Maria Levy, ist ein deutscher Produzent, Regisseur und Autor von Dokumentar- und Spielfilmen. Er ist außerdem Fotograf und DJ.

## Leben und Wirken
Levine verbrachte die ersten Lebensjahre in Hennef (Sieg). Als er elf Jahre alt war, beging sein Vater Suizid. Levine lebte für einige Jahre bei seinen Großeltern. 1985 legte er das Abitur ab und studierte zunächst einige Semester Jura in Marburg. 1988 studierte er Volkswirtschaftslehre in Bonn und ab 1990 an der Freien Universität Berlin, wo er mit dem Schwerpunkt Publizistik studierte.
Noch während des VWL-Studiums begann er mit dem Dreh experimenteller Kurzfilme sowie Arbeiten als Schauspieler in Off-Theatern (z. B. ACUD). Er war damals erstmals unter dem Künstlernamen „Hank Levine“ tätig. Er war von 1996 bis 1998 mit Esther Levy verheiratet und führt seitdem den bürgerlichen Namen Hans-Werner Maria Levy.
Ab 1994 belegte er bei der UCLA in Los Angeles Kurse für Werbe- und Langfilmproduktion. Zwischen 1996 und 1999 ging er für die Dreharbeiten von War Zone nach New York, wo er 1999 zum Judentum konvertierte. 2000 ging er nach Brasilien und heiratete die Produzentin Andrea Barata Ribeiro, mit der er zwei Töchter hat.
Von 2000 bis 2012 lebte er in Brasilien und arbeitete dort mit Regisseuren wie Fernando Meirelles zusammen, mit dem er oscarnominierte Dokumentarfilme wie Waste Land und Spielfilme wie City of God produzierte bzw. coproduzierte. Für o2filmes schuf er 2002 ein internationales Department, welches er bis 2009 leitete. Von 2008 bis 2011 war er Partner in der Produktionsfirma Ginga Eleven Filmes.
1995 gründete Levine die Produktionsfirma Hank Levine Film GmbH (ab 2019 Hank Levine Film & Music GmbH; HLFM), die u. a. Filme wie War Zone und City of God sowie Musikproduktionen produzierte.
Seit der Trennung von seiner Frau lebt er mit seiner neuen Lebenspartnerin in Spanien.

## Künstlerische Schwerpunkte
Levines Schwerpunkt liegt bei seinen Dokumentationen und Spielfilmen auf zeitgenössischen Themen wie Umwelt-, sozialpolitische und gesellschaftliche Konflikte.
1998 war er erstmals als Produzent international erfolgreich mit dem über mehrere Jahre unter der Regie von Maggie Hadleigh-West entstandenen Dokumentarfilm War Zone. Der Film dokumentiert sexuelle Aggressionen gegen Frauen auf den Straßen von US-Metropolen wie New York und San Francisco. Diese Dokumentation hatte auf der Berlinale (Sektion „Forum“) ihre Weltpremiere.
Nach den Filmen Waste Land und City of God folgten Ginga (2005) und Rosa Morena (2010) unter der Regie von Carlos Augusto de Oliveira, welcher mit dem brasilianischen Itamaraty Award ausgezeichnet wurde. Levines erste eigene Regiearbeit war 2011 der Lang-Dokumentarfilm Abandonados.
Es folgte Barcelona or Barsakh. Hier begleitete er eine Gruppe von Menschen im Senegal, die auf einfachen Fischerbooten die 2000 km entfernte spanische Küste erreichen wollten. Auch Exodus – Der weite Weg (2017) handelt von Migration und Flucht. Der 2019 veröffentlichte Dokumentarfilm Dialogue Earth ist ein Porträt der Künstlerin Ulrike Arnold.

## Filmografie (Auswahl)

### Als Produzent
- 1995: Ocean Blue, Kurzfilm
- 1998: The Original Sin, Kurzfilm
- 1998: War Zone, Dokumentarfilm
- 1999: Hidden Agenda (co-ausführender Produzent)
- 2000: Waterproof
- 2000: Deus Jr. (Co-Produzent)
- 2001: Dog Days
- 2001: Xeretas (Co-Produzent)
- 2002: City of God (Co-Produzent)
- 2005: Ginga, Dokumentarfilm
- 2010: Pesadelo, Kurzfilm
- 2010: Rosa Morena
- 2010: Futebol Brasileiro, Dokumentarfilm
- 2010: 11 Waste Land, Dokumentarfilm
- 2011: Abandonados, Dokumentarfilm
- 2011: Independent Lens, Dokumentarfilm
- 2011: Barcelona or Barsakh, Dokumentarfilm
- 2012: DES, Kurzfilm
- 2014: Praia do Futuro (Produzent)
- 2017: Exodus Where I Come from Is Disappearing, Dokumentarfilm[12]
- 2019: Dialogue Earth, Dokumentarfilm[13]

### Als Regisseur
- 1993: The Flying Dutchmen, Kurzfilm
- 2003: Batucada Remix, Fernsehen-Film
- 2004: DJ Mau Mau: Space Funk
- 2005: Ginga
- 2010: Pesadelo
- 2011: Abandonados
- 2011: Barcelona or Barsakh
- 2017: Exodus Where I Come from Is Disappearing
- 2019: Dialogue Earth